# Lista siturilor arheologice din județul Ilfov - B
Lista siturilor arheologice din județul Ilfov - B conține toate siturile arheologice din județul Ilfov înscrise în Repertoriul Arheologic Național (RAN) și aflate în localități al căror nume începe cu litera B. RAN este administrat de Ministerul Culturii și Patrimoniului Național și cuprinde date științifice, cartografice, topografice, imagini și planuri, precum și orice alte informații privitoare la zonele cu potențial arheologic, studiate sau nu, încă existente sau dispărute.
Puteți căuta un sit din localitățile care încep cu litera B folosind formularul de mai jos sau puteți naviga prin toate siturile din județ la Lista siturilor arheologice din județul Ilfov.
| Cod RAN                                   | Denumire | Localitate                      | Adresă                                           | Datare                                    | Descoperit | Coordonate                                    | Imagine           | Erori            |
| ----------------------------------------- | --- | ------------------------------- | ------------------------------------------------ | ----------------------------------------- | ---------- | --------------------------------------------- | ----------------- | ---------------- |
| 100978.02.01 (Cod LMI: IF-I-m-B-15142.02) | Situl arheologic de la Balotești-Petrești / ansamblu anonim (Categorie: locuire civilă) (Tip: Așezare)                              | sat Balotești, comuna Balotești | Petrești                                         |                                           |            | 44°37′19″N 26°05′21″E / 44.62194°N 26.08917°E | Încărcați imagine | Raportați eroare |
| 100978.02.02 (Cod LMI: IF-I-m-B-15142.01) | Situl arheologic de la Balotești-Petrești / ansamblu anonim (Categorie: locuire civilă) (Tip: Așezare)                              | sat Balotești, comuna Balotești | Petrești                                         | geto-dacică                               |            | 44°37′19″N 26°05′21″E / 44.62194°N 26.08917°E | Încărcați imagine | Raportați eroare |
| 100978.01.01 (Cod LMI: IF-I-m-B-15143.06) | Situl arheologic de la Balotești / ansamblu anonim (Categorie: locuire civilă) (Tip: Așezare)                                       | sat Balotești, comuna Balotești | malul stâng Cociovaliștea                        | Gumelnița                                 |            |                                               | Încărcați imagine | Raportați eroare |
| 100978.01.02 (Cod LMI: IF-I-m-B-15143.05) | Situl arheologic de la Balotești / ansamblu anonim (Categorie: locuire civilă) (Tip: Așezare)                                       | sat Balotești, comuna Balotești | malul stâng Cociovaliștea                        | Glina/Tei - III                           |            |                                               | Încărcați imagine | Raportați eroare |
| 100978.01.03 (Cod LMI: IF-I-m-B-15143.03) | Situl arheologic de la Balotești / ansamblu anonim (Categorie: locuire civilă) (Tip: Așezare)                                       | sat Balotești, comuna Balotești | malul stâng Cociovaliștea                        | geto-dacică sec. II - I a. Chr.           |            |                                               | Încărcați imagine | Raportați eroare |
| 100978.01.04 (Cod LMI: IF-I-m-B-15143.02) | Situl arheologic de la Balotești / ansamblu anonim (Categorie: locuire civilă) (Tip: Așezare)                                       | sat Balotești, comuna Balotești | malul stâng Cociovaliștea                        | sec. II-III p. Chr.                       |            |                                               | Încărcați imagine | Raportați eroare |
| 100978.01.05 (Cod LMI: IF-I-m-B-15143.01) | Situl arheologic de la Balotești / ansamblu anonim (Categorie: locuire civilă) (Tip: Așezare)                                       | sat Balotești, comuna Balotești | malul stâng Cociovaliștea                        | sec. X p. Chr.                            |            |                                               | Încărcați imagine | Raportați eroare |
| 100978.01.06 (Cod LMI: IF-I-m-B-15143.04) | Situl arheologic de la Balotești / ansamblu anonim (Categorie: locuire civilă) (Tip: Așezare)                                       | sat Balotești, comuna Balotești | malul stâng Cociovaliștea                        |                                           |            |                                               | Încărcați imagine | Raportați eroare |
| 179230.01.01 (Cod LMI: IF-I-m-B-15152.06) | Situl arheologic de la Bragadiru-Stația de Epurare / ansamblu anonim (Categorie: locuire civilă) (Tip: Așezare)                     | oraș Bragadiru                  | Stația de epurare                                |                                           |            |                                               | Încărcați imagine | Raportați eroare |
| 179230.01.02 (Cod LMI: IF-I-m-B-15152.05) | Situl arheologic de la Bragadiru-Stația de Epurare / ansamblu anonim (Categorie: locuire civilă) (Tip: Așezare)                     | oraș Bragadiru                  | Stația de epurare                                |                                           |            |                                               | Încărcați imagine | Raportați eroare |
| 179230.01.03 (Cod LMI: IF-I-m-B-15152.04) | Situl arheologic de la Bragadiru-Stația de Epurare / ansamblu anonim (Categorie: locuire civilă) (Tip: Așezare)                     | oraș Bragadiru                  | Stația de epurare                                | geto-dacică                               |            |                                               | Încărcați imagine | Raportați eroare |
| 179230.01.04 (Cod LMI: IF-I-m-B-15152.03) | Situl arheologic de la Bragadiru-Stația de Epurare / ansamblu anonim (Categorie: locuire civilă) (Tip: Așezare)                     | oraș Bragadiru                  | Stația de epurare                                | sec. III-IV p. Chr.                       |            |                                               | Încărcați imagine | Raportați eroare |
| 179230.01.05 (Cod LMI: IF-I-m-B-15152.02) | Situl arheologic de la Bragadiru-Stația de Epurare / ansamblu anonim (Categorie: locuire civilă) (Tip: Așezare)                     | oraș Bragadiru                  | Stația de epurare                                | sec. IX-XI                                |            |                                               | Încărcați imagine | Raportați eroare |
| 179230.01.06 (Cod LMI: IF-I-m-B-15152.01) | Situl arheologic de la Bragadiru-Stația de Epurare / ansamblu anonim (Categorie: locuire civilă) (Tip: Așezare)                     | oraș Bragadiru                  | Stația de epurare                                | sec. XIV-XVII                             |            |                                               | Încărcați imagine | Raportați eroare |
| 179230.02.01                              | Situl arheologic de la Bragadiru / ansamblu anonim (Categorie: locuire civilă) (Tip: Așezare)                                       | oraș Bragadiru                  |                                                  |                                           |            |                                               | Încărcați imagine | Raportați eroare |
| 179230.02.02                              | Situl arheologic de la Bragadiru / ansamblu anonim (Categorie: locuire civilă) (Tip: Așezare)                                       | oraș Bragadiru                  |                                                  | geto-dacică                               |            |                                               | Încărcați imagine | Raportați eroare |
| 179230.02.03                              | Situl arheologic de la Bragadiru / ansamblu anonim (Categorie: locuire civilă) (Tip: Așezare)                                       | oraș Bragadiru                  |                                                  | sec. III-IV p. Chr.                       |            |                                               | Încărcați imagine | Raportați eroare |
| 179230.02.04                              | Situl arheologic de la Bragadiru / ansamblu anonim (Categorie: locuire civilă) (Tip: Așezare)                                       | oraș Bragadiru                  |                                                  | sec. IX-XI                                |            |                                               | Încărcați imagine | Raportați eroare |
| 179230.03.01 (Cod LMI: IF-I-m-B-15154.02) | Așezarea medievală de la Bragadiru / ansamblu anonim (Categorie: locuire civilă) (Tip: Așezare)                                     | oraș Bragadiru                  |                                                  | sec. IX-X                                 |            |                                               | Încărcați imagine | Raportați eroare |
| 179230.03.02 (Cod LMI: IF-I-m-B-15154.01) | Așezarea medievală de la Bragadiru / ansamblu anonim (Categorie: locuire civilă) (Tip: Așezare)                                     | oraș Bragadiru                  |                                                  | sec. XIV-XVI                              |            |                                               | Încărcați imagine | Raportați eroare |
| 100585.01.01 (Cod LMI: IF-I-s-B-15130)    | Așezarea medievală de la Buftea - "La Sălcii" / ansamblu anonim (Categorie: locuire civilă) (Tip: Așezare)                          | oraș Buftea                     | La Sălcii                                        | sec. IX-XI                                |            |                                               | Încărcați imagine | Raportați eroare |
| 100585.02.01 (Cod LMI: IF-I-m-B-15131.03) | Situl arheologic de la Buftea - "La Abator" / ansamblu anonim (Categorie: locuire civilă) (Tip: Așezare)                            | oraș Buftea                     | La Abator                                        | sec. III - IV p. Chr.                     |            |                                               | Încărcați imagine | Raportați eroare |
| 100585.02.02 (Cod LMI: IF-I-m-B-15131.02) | Situl arheologic de la Buftea - "La Abator" / ansamblu anonim (Categorie: locuire civilă) (Tip: Așezare)                            | oraș Buftea                     | La Abator                                        | sec. IX - XI                              |            |                                               | Încărcați imagine | Raportați eroare |
| 100585.02.03 (Cod LMI: IF-I-m-B-15131.01) | Situl arheologic de la Buftea - "La Abator" / ansamblu anonim (Categorie: locuire civilă) (Tip: Așezare)                            | oraș Buftea                     | La Abator                                        | sec. XVI                                  |            |                                               | Încărcați imagine | Raportați eroare |
| 100585.03.01 (Cod LMI: IF-I-s-B-15132)    | Așezarea eneolitică de la Buftea - "La Gropi" / ansamblu anonim (Categorie: locuire civilă) (Tip: Așezare)                          | oraș Buftea                     | La Gropi                                         |                                           |            |                                               | Încărcați imagine | Raportați eroare |
| 100585.04.01 (Cod LMI: IF-I-m-B-15133.02) | Situl arheologic de la Buftea - "La Gutui" / ansamblu anonim (Categorie: locuire civilă) (Tip: Așezare)                             | oraș Buftea                     | La Gutui                                         | sec. III - IV p. Chr.                     |            |                                               | Încărcați imagine | Raportați eroare |
| 100585.04.02 (Cod LMI: IF-I-m-B-15133.01) | Situl arheologic de la Buftea - "La Gutui" / ansamblu anonim (Categorie: locuire civilă) (Tip: Așezare)                             | oraș Buftea                     | La Gutui                                         | sec. X-XI                                 |            |                                               | Încărcați imagine | Raportați eroare |
| 100585.05.01 (Cod LMI: IF-I-m-B-15134.02) | Situl arheologic de la Buftea - "Calul Bălan" / ansamblu anonim (Categorie: locuire civilă) (Tip: Așezare)                          | oraș Buftea                     | Calul Bălan                                      | geto-dacică sec. II a. Chr. - I p. Chr.   |            |                                               | Încărcați imagine | Raportați eroare |
| 100585.05.02 (Cod LMI: IF-I-m-B-15134.01) | Situl arheologic de la Buftea - "Calul Bălan" / ansamblu anonim (Categorie: locuire civilă) (Tip: Așezare)                          | oraș Buftea                     | Calul Bălan                                      | sec. XVIII                                |            |                                               | Încărcați imagine | Raportați eroare |
| 100585.06.01                              | Situl arheologic postroman de la Buftea - "La Cârna" / ansamblu anonim (Categorie: locuire) (Tip: Așezare)                          | oraș Buftea                     | La Cârna                                         | sec. III - IV p. Chr.                     |            |                                               | Încărcați imagine | Raportați eroare |
| 100585.06.02                              | Situl arheologic postroman de la Buftea - "La Cârna" / ansamblu anonim (Categorie: locuire) (Tip: Necropolă)                        | oraș Buftea                     | La Cârna                                         | sec. III - IV p. Chr.                     |            |                                               | Încărcați imagine | Raportați eroare |
| 100585.06.03                              | Situl arheologic postroman de la Buftea - "La Cârna" / ansamblu anonim (Categorie: locuire) (Tip: Așezare)                          | oraș Buftea                     | La Cârna                                         | sec. VI-VII                               |            |                                               | Încărcați imagine | Raportați eroare |
| 100585.06.04                              | Situl arheologic postroman de la Buftea - "La Cârna" / ansamblu anonim (Categorie: locuire) (Tip: Necropolă)                        | oraș Buftea                     | La Cârna                                         | sec. XIV-XVI                              |            |                                               | Încărcați imagine | Raportați eroare |
| 100585.06.05                              | Situl arheologic postroman de la Buftea - "La Cârna" / ansamblu anonim (Categorie: locuire) (Tip: Așezare)                          | oraș Buftea                     | La Cârna                                         | sec. XIV-XVI                              |            |                                               | Încărcați imagine | Raportați eroare |
| 100585.06.06                              | Situl arheologic postroman de la Buftea - "La Cârna" / ansamblu anonim (Categorie: locuire) (Tip: biserică)                         | oraș Buftea                     | La Cârna                                         | sec. XVI                                  |            |                                               | Încărcați imagine | Raportați eroare |
| 100594.01.01 (Cod LMI: IF-I-m-B-15156.06) | Situl arheologic de la Buciumeni / ansamblu anonim (Categorie: locuire civilă) (Tip: Așezare)                                       | sat Buciumeni, oraș Buftea      |                                                  | Gumelnița                                 |            |                                               | Încărcați imagine | Raportați eroare |
| 100594.01.02 (Cod LMI: IF-I-m-B-15156.03) | Situl arheologic de la Buciumeni / ansamblu anonim (Categorie: locuire civilă) (Tip: Așezare)                                       | sat Buciumeni, oraș Buftea      |                                                  |                                           |            |                                               | Încărcați imagine | Raportați eroare |
| 100594.01.03 (Cod LMI: IF-I-m-B-15156.02) | Situl arheologic de la Buciumeni / ansamblu anonim (Categorie: locuire civilă) (Tip: Așezare)                                       | sat Buciumeni, oraș Buftea      |                                                  | geto-dacică                               |            |                                               | Încărcați imagine | Raportați eroare |
| 100594.01.04 (Cod LMI: IF-I-m-B-15156.05) | Situl arheologic de la Buciumeni / ansamblu anonim (Categorie: locuire civilă) (Tip: Așezare)                                       | sat Buciumeni, oraș Buftea      |                                                  | sec. III - IV p. Chr.                     |            |                                               | Încărcați imagine | Raportați eroare |
| 100594.01.05 (Cod LMI: IF-I-m-B-15156.04) | Situl arheologic de la Buciumeni / ansamblu anonim (Categorie: locuire civilă) (Tip: Așezare)                                       | sat Buciumeni, oraș Buftea      |                                                  | sec.XVI-XVIII                             |            |                                               | Încărcați imagine | Raportați eroare |
| 100594.01.06 (Cod LMI: IF-I-m-B-15156.01) | Situl arheologic de la Buciumeni / ansamblu anonim (Categorie: locuire civilă) (Tip: Așezare)                                       | sat Buciumeni, oraș Buftea      |                                                  | sec. XVIII-XIX                            |            |                                               | Încărcați imagine | Raportați eroare |
| 101760.01.01 (Cod LMI: IF-I-s-B-15145)    | Situl arheologic de la Bălăceanca-Valea Câinelui / ansamblu anonim (Categorie: locuire civilă) (Tip: Așezare)                       | sat Bălăceanca, comuna Cernica  | Valea Câinăului                                  |                                           |            |                                               | Încărcați imagine | Raportați eroare |
| 101760.01.02 (Cod LMI: IF-I-s-B-15145)    | Situl arheologic de la Bălăceanca-Valea Câinelui / ansamblu anonim (Categorie: locuire civilă) (Tip: Așezare)                       | sat Bălăceanca, comuna Cernica  | Valea Câinăului                                  | sec. II - IV p. Chr.                      |            |                                               | Încărcați imagine | Raportați eroare |
| 101760.02.01 (Cod LMI: IF-I-m-A-15146.02) | Așezarea preistorică de la Bălăceanca-Tell-ul glina / ansamblu anonim (Categorie: locuire civilă) (Tip: Tell)                       | sat Bălăceanca, comuna Cernica  | Tell-ul Glina                                    | Boian                                     |            |                                               | Încărcați imagine | Raportați eroare |
| 101760.02.02 (Cod LMI: IF-I-m-A-15146.01) | Așezarea preistorică de la Bălăceanca-Tell-ul glina / ansamblu anonim (Categorie: locuire civilă) (Tip: Tell)                       | sat Bălăceanca, comuna Cernica  | Tell-ul Glina                                    | Glina - III                               |            |                                               | Încărcați imagine | Raportați eroare |
| 101760.03.01 (Cod LMI: IF-I-s-B-15148)    | Situl arheologic de la Bălăceanca - "La malul trăznit" / ansamblu anonim(Ecluză) (Categorie: locuire civilă) (Tip: Așezare)         | sat Bălăceanca, comuna Cernica  | La malul trăznit                                 |                                           |            |                                               | Încărcați imagine | Raportați eroare |
| 101760.03.02 (Cod LMI: IF-I-m-B-15148.04) | Situl arheologic de la Bălăceanca - "La malul trăznit" / ansamblu anonim(Ecluză) (Categorie: locuire civilă) (Tip: Așezare)         | sat Bălăceanca, comuna Cernica  | La malul trăznit                                 | geto-dacică sec. IV - I a. Chr.           |            |                                               | Încărcați imagine | Raportați eroare |
| 101760.03.03 (Cod LMI: IF-I-m-B-15148.03) | Situl arheologic de la Bălăceanca - "La malul trăznit" / ansamblu anonim(Ecluză) (Categorie: locuire civilă) (Tip: Așezare)         | sat Bălăceanca, comuna Cernica  | La malul trăznit                                 | sec. III - IV                             |            |                                               | Încărcați imagine | Raportați eroare |
| 101760.03.04 (Cod LMI: IF-I-m-B-15148.02) | Situl arheologic de la Bălăceanca - "La malul trăznit" / ansamblu anonim(Ecluză) (Categorie: locuire civilă) (Tip: Așezare)         | sat Bălăceanca, comuna Cernica  | La malul trăznit                                 | sec. VI - VII                             |            |                                               | Încărcați imagine | Raportați eroare |
| 101760.03.05 (Cod LMI: IF-I-m-B-15148.01) | Situl arheologic de la Bălăceanca - "La malul trăznit" / ansamblu anonim(Ecluză) (Categorie: locuire civilă) (Tip: Așezare)         | sat Bălăceanca, comuna Cernica  | La malul trăznit                                 | sec. XVII-XIX                             |            |                                               | Încărcați imagine | Raportați eroare |
| 169208.01.01 (Cod LMI: IF-I-m-B-15149.04) | Situl arheologic de la Bălteni-Valea Podișaru / ansamblu anonim (Categorie: locuire civilă) (Tip: Așezare)                          | sat Bălteni, comuna Periș       | Valea Podișaru                                   | sec. II - III p. Chr.                     |            |                                               | Încărcați imagine | Raportați eroare |
| 169208.01.02 (Cod LMI: IF-I-s-B-15149)    | Situl arheologic de la Bălteni-Valea Podișaru / ansamblu anonim (Categorie: locuire civilă) (Tip: Așezare)                          | sat Bălteni, comuna Periș       | Valea Podișaru                                   | sec. IV - V p. Chr.                       |            |                                               | Încărcați imagine | Raportați eroare |
| 104564.01.03 (Cod LMI: IF-I-m-B-15149.02) | Situl arheologic de la Bălteni-Valea Podișaru / ansamblu anonim (Categorie: locuire civilă) (Tip: Așezare)                          | sat Bălteni, comuna Periș       | Valea Podișaru                                   | sec. IX-X                                 |            |                                               | Încărcați imagine | Raportați eroare |
| 104564.01.04 (Cod LMI: IF-I-m-B-15149.01) | Situl arheologic de la Bălteni-Valea Podișaru / ansamblu anonim (Categorie: locuire civilă) (Tip: Așezare)                          | sat Bălteni, comuna Periș       | Valea Podișaru                                   | sec. XVIII                                |            |                                               | Încărcați imagine | Raportați eroare |
| 169208.02.01 (Cod LMI: IF-I-m-B-15150.02) | Situl arheologic de la Bălteni-Valea Izvorului și Valea Roșie / ansamblu anonim (Categorie: locuire civilă) (Tip: Așezare)          | sat Bălteni, comuna Periș       | Valea Izvorului și Valea Roșie                   | geto-dacică sec. II - I a. Chr.           |            |                                               | Încărcați imagine | Raportați eroare |
| 169208.02.02 (Cod LMI: IF-I-m-B-15150.01) | Situl arheologic de la Bălteni-Valea Izvorului și Valea Roșie / ansamblu anonim (Categorie: locuire civilă) (Tip: Așezare)          | sat Bălteni, comuna Periș       | Valea Izvorului și Valea Roșie                   | sec. V p. Chr.                            |            |                                               | Încărcați imagine | Raportați eroare |
| 104573.01.01 (Cod LMI: IF-I-m-B-15157.01) | Situl arheologic din epoca bronzului de la Buriaș-Ciocănari / ansamblu anonim (Categorie: locuire civilă) (Tip: Așezare)            | sat Buriaș, comuna Periș        |                                                  | Glina - III                               |            |                                               | Încărcați imagine | Raportați eroare |
| 104573.01.02 (Cod LMI: IF-I-m-B-15157.02) | Situl arheologic din epoca bronzului de la Buriaș-Ciocănari / ansamblu anonim (Categorie: locuire civilă) (Tip: Așezare)            | sat Buriaș, comuna Periș        |                                                  | Tei                                       |            |                                               | Încărcați imagine | Raportați eroare |
| 101305.01.01                              | Situl arheologic de la Brănești-malul lacului Pasărea / ansamblu anonim (Categorie: locuire civilă) (Tip: Așezare)                  | sat Brănești, comuna Brănești   | malul lacului Pasărea                            | Dridu sec. X - XI                         |            |                                               | Încărcați imagine | Raportați eroare |
| 101305.01.02                              | Situl arheologic de la Brănești-malul lacului Pasărea / ansamblu anonim (Categorie: locuire civilă) (Tip: Așezare)                  | sat Brănești, comuna Brănești   | malul lacului Pasărea                            | sec.XIII - XIV                            |            |                                               | Încărcați imagine | Raportați eroare |
| 101305.01.03                              | Situl arheologic de la Brănești-malul lacului Pasărea / ansamblu anonim (Categorie: locuire civilă) (Tip: Așezare)                  | sat Brănești, comuna Brănești   | malul lacului Pasărea                            | Sântana de Mureș - Cerneahov sec.III - IV |            |                                               | Încărcați imagine | Raportați eroare |
| 104564.03.01                              | Biserica "Sfântul Nicolae" de la Bălteni / ansamblu anonim (Categorie: structură de cult/religioasă) (Tip: Biserică)                | sat Bălteni, comuna Periș       |                                                  | 1626                                      |            | 26°01′52″N 44°42′33″E / 26.03111°N 44.7093°E  | Încărcați imagine | Raportați eroare |
| 100585.07                                 | Locuirea de secol III p. Chr. de la Buftea - Biserica Veche (Categorie: locuire) (Tip: locuire)                                     | oraș Buftea                     | str. I. C. Brătianu nr. 56, punct Biserica Veche | sec. III p. chr, sec. V - VI              |            |                                               | Încărcați imagine | Raportați eroare |
| 100585.07.01                              | Locuirea de secol III p. Chr. de la Buftea - Biserica Veche / ansamblu anonim (Categorie: locuire) (Tip: bordei)                    | oraș Buftea                     | str. I. C. Brătianu nr. 56, punct Biserica Veche | sec. III p. chr                           |            |                                               | Încărcați imagine | Raportați eroare |
| 100585.07.02                              | Locuirea de secol III p. Chr. de la Buftea - Biserica Veche / ansamblu anonim (Categorie: locuire) (Tip: Groapă menajeră)           | oraș Buftea                     | str. I. C. Brătianu nr. 56, punct Biserica Veche |                                           |            |                                               | Încărcați imagine | Raportați eroare |
| 100978.03.01 (Cod LMI: IF-I-m-B-15144.01) | Situl arheologic de la Balotești-râul Vlăsia / ansamblu anonim (Categorie: locuire civilă) (Tip: Așezare)                           | sat Balotești, comuna Balotești | râul Vlăsia                                      | sec. X                                    |            |                                               | Încărcați imagine | Raportați eroare |
| 100978.03.02 (Cod LMI: IF-I-m-B-15144.02) | Situl arheologic de la Balotești-râul Vlăsia / ansamblu anonim (Categorie: locuire civilă) (Tip: Așezare)                           | sat Balotești, comuna Balotești | râul Vlăsia                                      | sec. V-VI                                 |            |                                               | Încărcați imagine | Raportați eroare |
| 100978.03.03 (Cod LMI: IF-I-m-B-15144.03) | Situl arheologic de la Balotești-râul Vlăsia / ansamblu anonim (Categorie: locuire civilă) (Tip: Așezare)                           | sat Balotești, comuna Balotești | râul Vlăsia                                      | geto-dacică sec. III-II a.Ch.             |            |                                               | Încărcați imagine | Raportați eroare |
| 100978.03.04                              | Situl arheologic de la Balotești-râul Vlăsia / ansamblu anonim (Categorie: locuire civilă) (Tip: Așezare)                           | sat Balotești, comuna Balotești | râul Vlăsia                                      | Tei                                       |            |                                               | Încărcați imagine | Raportați eroare |
| 100978.03.05 (Cod LMI: IF-I-m-B-15144.05) | Situl arheologic de la Balotești-râul Vlăsia / ansamblu anonim (Categorie: locuire civilă) (Tip: Așezare)                           | sat Balotești, comuna Balotești | râul Vlăsia                                      | sec.II-III p.Ch                           |            |                                               | Încărcați imagine | Raportați eroare |
| 100978.03.06 (Cod LMI: IF-I-m-B-15144.06) | Situl arheologic de la Balotești-râul Vlăsia / ansamblu anonim (Categorie: locuire civilă) (Tip: Așezare)                           | sat Balotești, comuna Balotești | râul Vlăsia                                      | sec. II-III p.Ch                          |            |                                               | Încărcați imagine | Raportați eroare |
| 101760.04.01 (Cod LMI: IF-I-m-B-15147.01) | Situl arheologic de la Bălăceanca-Vatra Satului / ansamblu anonim (Categorie: locuire) (Tip: Așezare)                               | sat Bălăceanca, comuna Cernica  | Vatra Satului                                    | sec. XVII-XIX                             |            |                                               | Încărcați imagine | Raportați eroare |
| 101760.04.02 (Cod LMI: IF-I-m-B-15147.02) | Situl arheologic de la Bălăceanca-Vatra Satului / ansamblu Platforma de la SSV de Tell (Categorie: locuire) (Tip: Așezare)          | sat Bălăceanca, comuna Cernica  | Vatra Satului                                    | dacilor liberi sec. II-III p.Ch           |            |                                               | Încărcați imagine | Raportați eroare |
| 101760.04.03 (Cod LMI: IF-I-m-B-15147.03) | Situl arheologic de la Bălăceanca-Vatra Satului / ansamblu Platforma de la SSV de Tell-ul Glina (Categorie: locuire) (Tip: Așezare) | sat Bălăceanca, comuna Cernica  | Vatra Satului                                    |                                           |            |                                               | Încărcați imagine | Raportați eroare |
| 101760.04.04 (Cod LMI: IF-I-m-B-15147.04) | Situl arheologic de la Bălăceanca-Vatra Satului / ansamblu Platforma de la SSV de Tell-ul Glina (Categorie: locuire) (Tip: Așezare) | sat Bălăceanca, comuna Cernica  | Vatra Satului                                    | Boian și Gumelnița                        |            |                                               | Încărcați imagine | Raportați eroare |
| 101760.04.05 (Cod LMI: IF-I-m-B-15147.05) | Situl arheologic de la Bălăceanca-Vatra Satului / ansamblu Fosta fermă zootehnică (Categorie: locuire) (Tip: Așezare)               | sat Bălăceanca, comuna Cernica  | Vatra Satului                                    | sec. XVII-XIX                             |            |                                               | Încărcați imagine | Raportați eroare |
| 101760.04.06 (Cod LMI: IF-I-m-B-15147.06) | Situl arheologic de la Bălăceanca-Vatra Satului / ansamblu Fosta fermă zootehnică (Categorie: locuire) (Tip: Așezare)               | sat Bălăceanca, comuna Cernica  | Vatra Satului                                    | getică                                    |            |                                               | Încărcați imagine | Raportați eroare |
| 101760.04.07 (Cod LMI: IF-I-m-B-15147.07) | Situl arheologic de la Bălăceanca-Vatra Satului / ansamblu Fosta fermă zootehnică (Categorie: locuire) (Tip: Așezare)               | sat Bălăceanca, comuna Cernica  | Vatra Satului                                    |                                           |            |                                               | Încărcați imagine | Raportați eroare |
| 101760.04.08 (Cod LMI: IF-I-m-B-15147.08) | Situl arheologic de la Bălăceanca-Vatra Satului / ansamblu Fosta fermă zootehnică (Categorie: locuire) (Tip: Așezare)               | sat Bălăceanca, comuna Cernica  | Vatra Satului                                    |                                           |            |                                               | Încărcați imagine | Raportați eroare |
| 101760.04.09 (Cod LMI: IF-I-m-B-15147.09) | Situl arheologic de la Bălăceanca-Vatra Satului / ansamblu Vatra satului (Categorie: locuire) (Tip: Așezare)                        | sat Bălăceanca, comuna Cernica  | Vatra Satului                                    | sec. VI                                   |            |                                               | Încărcați imagine | Raportați eroare |
| 101760.04.10 (Cod LMI: IF-I-m-B-15147.10) | Situl arheologic de la Bălăceanca-Vatra Satului / ansamblu Cariera de nisip (Categorie: locuire) (Tip: Așezare)                     | sat Bălăceanca, comuna Cernica  | Vatra Satului                                    | sec. IV - V                               |            |                                               | Încărcați imagine | Raportați eroare |
| 101760.04.11 (Cod LMI: IF-I-m-B-15147.11) | Situl arheologic de la Bălăceanca-Vatra Satului / ansamblu Vatra satului (Categorie: locuire) (Tip: Așezare)                        | sat Bălăceanca, comuna Cernica  | Vatra Satului                                    | geto-dacică                               |            |                                               | Încărcați imagine | Raportați eroare |
| 101760.04.12 (Cod LMI: IF-I-m-B-15147.12) | Situl arheologic de la Bălăceanca-Vatra Satului / ansamblu Cariera de nisip (Categorie: locuire) (Tip: Așezare)                     | sat Bălăceanca, comuna Cernica  | Vatra Satului                                    |                                           |            |                                               | Încărcați imagine | Raportați eroare |
| 179230.04.01 (Cod LMI: IF-I-m-B-15153.01) | Situl arheologic de la Bragadiru-La Fosta Cărămidărie / ansamblu anonim (Categorie: locuire) (Tip: Așezare)                         | oraș Bragadiru                  | La Fosta Cărămidărie                             | sec. XVII-XVIII                           |            |                                               | Încărcați imagine | Raportați eroare |
| 179230.04.02 (Cod LMI: IF-I-m-B-15153.02) | Situl arheologic de la Bragadiru-La Fosta Cărămidărie / ansamblu anonim (Categorie: locuire) (Tip: Așezare)                         | oraș Bragadiru                  | La Fosta Cărămidărie                             | sec. XVII-XVIII                           |            |                                               | Încărcați imagine | Raportați eroare |
| 179230.04.03 (Cod LMI: IF-I-m-B-15153.03) | Situl arheologic de la Bragadiru-La Fosta Cărămidărie / ansamblu anonim (Categorie: locuire) (Tip: Așezare)                         | oraș Bragadiru                  | La Fosta Cărămidărie                             | sec. III-IV                               |            |                                               | Încărcați imagine | Raportați eroare |
| 179230.04.04 (Cod LMI: IF-I-m-B-15153.04) | Situl arheologic de la Bragadiru-La Fosta Cărămidărie / ansamblu anonim (Categorie: locuire) (Tip: Așezare)                         | oraș Bragadiru                  | La Fosta Cărămidărie                             | getică                                    |            |                                               | Încărcați imagine | Raportați eroare |
| 179230.04.05 (Cod LMI: IF-I-m-B-15153.05) | Situl arheologic de la Bragadiru-La Fosta Cărămidărie / ansamblu anonim (Categorie: locuire) (Tip: Așezare)                         | oraș Bragadiru                  | La Fosta Cărămidărie                             |                                           |            |                                               | Încărcați imagine | Raportați eroare |
| 179230.04.06 (Cod LMI: IF-I-m-B-15153.06) | Situl arheologic de la Bragadiru-La Fosta Cărămidărie / ansamblu anonim (Categorie: locuire) (Tip: Așezare)                         | oraș Bragadiru                  | La Fosta Cărămidărie                             |                                           |            |                                               | Încărcați imagine | Raportați eroare |
| 179230.04.07 (Cod LMI: IF-I-m-B-15153.07) | Situl arheologic de la Bragadiru-La Fosta Cărămidărie / ansamblu anonim (Categorie: locuire) (Tip: Așezare)                         | oraș Bragadiru                  | La Fosta Cărămidărie                             |                                           |            |                                               | Încărcați imagine | Raportați eroare |
| 101305.03.01 (Cod LMI: IF-I-m-B-15155)    | Așezarea neolitică de la Brănești-Ostrov / ansamblu anonim (Categorie: locuire) (Tip: Așezare)                                      | sat Brănești, comuna Brănești   | Ostrov                                           |                                           |            |                                               | Încărcați imagine | Raportați eroare |
| 101305.02.01                              | Situl arheologic de la Brănești - La Șanțuri / ansamblu anonim (Categorie: locuire) (Tip: Așezare)                                  | sat Brănești, comuna Brănești   | str. Oltului, punct La Șanțuri                   | Dridu sec. IX - XI                        |            |                                               | Încărcați imagine | Raportați eroare |
| 101305.02.02                              | Situl arheologic de la Brănești - La Șanțuri / ansamblu anonim (Categorie: locuire) (Tip: Așezare)                                  | sat Brănești, comuna Brănești   | str. Oltului, punct La Șanțuri                   | XIII-XIV                                  |            |                                               | Încărcați imagine | Raportați eroare |
| 101305.02.03                              | Situl arheologic de la Brănești - La Șanțuri / ansamblu anonim (Categorie: locuire) (Tip: Așezare)                                  | sat Brănești, comuna Brănești   | str. Oltului, punct La Șanțuri                   | sec. III-IV                               |            |                                               | Încărcați imagine | Raportați eroare |
| 100585.08.01                              | Situl arheologic de la Buftea-Flămânzi / ansamblu anonim (Categorie: locuire) (Tip: ateliere)                                       | oraș Buftea                     | Flămânzi                                         | sec. IX-X                                 |            |                                               | Încărcați imagine | Raportați eroare |
| 100585.08.02                              | Situl arheologic de la Buftea-Flămânzi / ansamblu anonim (Categorie: locuire) (Tip: gropi menajere)                                 | oraș Buftea                     | Flămânzi                                         | sec. I-II                                 |            |                                               | Încărcați imagine | Raportați eroare |
| 100585.08.03                              | Situl arheologic de la Buftea-Flămânzi / ansamblu anonim (Categorie: locuire) (Tip: Morminte)                                       | oraș Buftea                     | Flămânzi                                         | sec. XVIII-XIX                            |            |                                               | Încărcați imagine | Raportați eroare |
| 100585.08.04                              | Situl arheologic de la Buftea-Flămânzi / ansamblu anonim (Categorie: locuire) (Tip: Așezare)                                        | oraș Buftea                     | Flămânzi                                         |                                           |            |                                               | Încărcați imagine | Raportați eroare |
| 101305.04.01                              | Așezarea medieval timpurie de la Brănești-proprietatea Tudorie Dănuț / ansamblu anonim (Categorie: locuire) (Tip: așezare)          | sat Brănești, comuna Brănești   | proprietatea Tudorie Dănuț                       | sec. IX-XI                                |            |                                               | Încărcați imagine | Raportați eroare |